# Spigelia martiana
Spigelia martiana är en tvåhjärtbladig växtart som beskrevs av Adelbert von Chamisso. Spigelia martiana ingår i släktet Spigelia och familjen Loganiaceae. Inga underarter finns listade i Catalogue of Life.